# باند فرودگاه

بخش‌های مختلف باند فرودگاه

باند فرودگاه قسمتی از فرودگاه می‌باشد که در آن امکان برخاستن و نشستن هواپیما وجود دارد. این باند ممکن است توسط انسان ساخته شده باشد (که اغلب از آسفالت، بتن یا ترکیبی از هر دو ساخته می‌شود) یا دارای یک سطح طبیعی (مانند چمن، خاک یا شن) باشد. طول باند پرواز ممکن است بسیار متفاوت باشد اما باند پروازی با طول ۱۸۲۹ متر می‌تواند برای هواپیماهای زیر ۲۰۰٬۰۰۰ پوند مناسب باشد. برای هواپیماهای با وزن بیشتر به باندی با طول حداقل ۲۴۳۸ متر (در سطح دریا) نیاز است. در صورتی که فرودگاه در ارتفاعی بالاتر از سطح دریا واقع باشد این مقدار افزایش می‌یابد؛ مثلاً فرودگاهی که در ارتفاع ۱۰۰۰۰ پا از سطح دریا واقع شده باشد برای برخاستن هواپیماهای غول پیکر به ۳۰۴۸ متر باند نیاز دارد.

## انواع باند
در استانداردهای بین‌المللی هوانوردی، نوع باند از لحاظ جنس کف‌پوش را با سه حرف لاتین که مخفف نوع کف‌پوش است معرفی می‌کنند.
- ASP: آسفالت
- BIT: ترکیب آسفالت و سنگ‌فرش
- BRI: آجر
- CLA: خاک رس
- CON: بتن
- GRS: چمن
- GVL: شن
- ICE: یخ
- LAT: لاتریت
- MAC: ماکادام
- SAN: ماسه
- SNO: برف
- U: نامشخص